# یواس‌اس یانگ روور (۱۸۶۱)
یواس‌اس یانگ روور (۱۸۶۱) (به انگلیسی: USS Young Rover (1861)) یک کشتی بود که طول آن ۱۴۱ فوت (۴۳ متر) بود.